# Università nazionale del Laos
L’Università nazionale del Laos (o NUOL) è la maggiore università laotiana e l'unica del Paese su base pubblica. Ha sede nella capitale Vientiane ed è stata fondata nel 1996.

## Facoltà
- Facoltà di Agraria
- Facoltà di Scienze Forestali
- Facoltà di Scienze dell'Educazione
- Facoltà di Scienze Sociali
- Facoltà di Scienze Naturali
- Facoltà di Diritto e Scienze Politiche
- Facoltà di Lettere
- Facoltà di Economia e commercio
- Facoltà di Ingegneria
- Facoltà di Architettura
- Facoltà di Scienze Ambientali